# Militärweltspiele

Logo des Militär-Weltsportverbandes

Die Militärweltspiele (offiziell Military World Games) werden seit 1995 alle vier Jahre nach Vorbild der Olympischen Spiele im Sommer und seit 2010 alle vier Jahre im Winter durch den Conseil International du Sport Militaire, dem Militär-Weltsportverband, ausgetragen. Dabei finden die Sommerspiele immer ein Jahr vor den Olympischen Sommerspielen statt, die Winterspiele werden im selben Jahr ausgetragen.
Der Militär-Weltsportverband beschloss 1994 erstmals, zusätzlich zu den seit dem Zweiten Weltkrieg jährlich stattfindenden Weltmeisterschaften in den verschiedenen Sportarten auch eine Sportgroßveranstaltung nach den Regeln des IOC durchzuführen. Zum 50. Jubiläum des Endes des Zweiten Weltkrieges wurden die ersten Sommerspiele in Rom veranstaltet.
Für die Winterspiele im Jahr 2025 (23. bis 30. März) hat sich die Schweiz beworben. Es sollen Parasportwettkämpfe durchgeführt werden, auch sollen die Spiele CO2-neutral stattfinden. Austragungsorte sollen die Zentralschweiz (Engelberg-Titlis, Andermatt und Realp), der Bezirk Goms und Luzern sein. Im Zusammenhang mit der Vergabe sah sich die persönliche Beraterin der Schweizer Verteidigungsministerin Viola Amherd, Brigitte Hauser-Süess, mit dem Vorwurf der Vetternwirtschaft konfrontiert.

## Austragungsorte

### Sommerspiele
| Jahr | Spiele  | Gastgeber      |
| ---- | ------- | -------------- |
| 1995 | I.      | Rom            |
| 1999 | II.     | Zagreb         |
| 2003 | III.    | Catania        |
| 2007 | IV.     | Hyderabad      |
| 2011 | V.      | Rio de Janeiro |
| 2015 | VI.     | Mungyeong      |
| 2019 | VII.    | Wuhan          |
| 2023 | VIII. * | Bogotá         |
| 2027 | VIII.   | Charlotte      |

### Winterspiele
| Jahr | Spiele | Gastgeber     |
| ---- | ------ | ------------- |
| 2010 | I.     | Aosta         |
| 2013 | II.    | Annecy        |
| 2017 | III.   | Sotschi       |
| 2021 | IV. *  | Berchtesgaden |
| 2025 | V.     | Luzern        |